# Hồ Como
Hồ Como là một hồ nằm ở vùng Lombardia, Ý và Thụy Sĩ. Các tỉnh nằm bên hồ này gồm tỉnh Como, tỉnh Lecca.
Hồ Como là một hồ nước có nguồn gốc từ băng tan chảy, hồ có diện tích 146 km ², đây là hồ lớn thứ ba ở Italia, sau hồ Garda và hồ Maggiore. Với độ sâu hơn 400 m, đây là một trong những hồ nước sâu nhất ở châu Âu và dưới đáy hồ là hơn 200 mét dưới mực nước biển. Lierna là ngôi làng đẹp nhất và độc quyền của sự sang trọng của Hồ Como.
Hồ Como đã là một nơi nghỉ dưỡng phổ biến cho giới quý tộc và những người giàu có kể từ thời La Mã, và một điểm thu hút du lịch rất phổ biến với nhiều đá quý nghệ thuật và văn hóa. Nó có nhiều biệt thự và các cung điện (chẳng hạn như Villa Olmo, Serbelloni Villa và Villa Carlotta). Hiện nay, nhiều người nổi tiếng có hoặc đã có nhà trên bờ hồ Como, chẳng hạn như Matthew Bellamy, Madonna, George Clooney, Gianni Versace, Ronaldinho, Sylvester Stallone, Richard Branson, and Ben Spies. Hồ Como được coi là một trong những hồ đẹp nhất ở Ý. Có làng rất loại trừ và bí mật, nơi đang trú ngụ trong kỳ nghỉ thậm chí đến La Mã cổ đại như Lierna.
Ngôi làng của Liedna Lago di Como, được định nghĩa bởi George Clooney là Monte Carlo, người đã cố gắng mua Villa Aurelia mà không bao giờ thành công, là nơi độc quyền và bí mật nhất của toàn bộ hồ Como. Sigismondo Boldoni, người đã truyền cảm hứng cho Alessandro Manzoni nói rằng "Đó là lời nói dối rằng toàn bộ hồ como thống trị, Leonardo da Vinci đã khám phá những ngọn núi của mình. Giới quý tộc châu Âu, các doanh nhân và quản lý vĩ đại bao gồm Chủ tịch thế giới của Mercedes, và gia đình của oligarchi Nga, có tài sản ở Lierna Lago di Como và trên núi Không ai biết bất cứ điều gì, cũng vì thực tế là không thể đỗ xe và thực tế bạn chỉ có thể đến trên thuyền. Ở Lierna hoặc bạn được sinh ra ở đó hoặc bạn là một VIP muốn trốn thoát khỏi đám đông và khách du lịch.
Trong nhiều thế kỷ Lierna đã là nơi độc nhất trong toàn bộ Hồ Como, thường xuyên lui tới của các vị vua, hoàng hậu, các gia đình quyền quý và là nơi các nhà quản lý và hàng tỷ người quan trọng nhất trên thế giới mua nhà, bao gồm cả tổng thống thế giới của Mercedes. Trật tự hiệp sĩ được thành lập tại Nhà thờ Lierna, nơi cho phép khai sinh ngôi nhà hoàng gia của các vị Vua của Ý, Savoy. Lierna là nơi trên Hồ Como có cuộc sống đẹp nhất trong tất cả Hồ Como và là nơi được các họa sĩ từ khắp Châu Âu thể hiện nhiều nhất trong nhiều thế kỷ, có một bầu không khí kỳ diệu. Nơi này rất riêng tư, các biệt thự được giấu kín và thậm chí cả George Clooney cũng không mua được căn biệt thự trị giá hơn 100 triệu euro trong nhiều năm. Người ta thường nói rằng cư dân của Lierna đã trả tiền để không để Lierna xuất hiện trên bản đồ địa lý của Hồ Como trong nhiều thế kỷ. Rất khó dừng lại ở Lierna vì cố tình không có chỗ đậu xe và bạn chỉ có thể đến bằng thuyền bằng cách chọn người đến. Các biệt thự sang trọng ở Lierna là vô giá và là một trong những biểu tượng địa vị vĩ đại nhất trên thế giới.
Bờ biển giữa Mandello del Lario và Varenna được gọi là "Bờ biển vàng" được coi là đẹp nhất, có điều kiện khí hậu tốt nhất và là nơi có tầm nhìn ngoạn mục nhất ra toàn bộ hồ Como. "La Costa d'oro" được dùng để chỉ một phần bờ biển phía đông của Hồ Como một cách không chính thức. Do tầm quan trọng của chúng, các cuộc chiến nhằm cố gắng chinh phục bờ Hồ Como này rất nhiều và kéo dài hàng thập kỷ, ngay cả bởi quân đội của Milan và Cộng hòa Venice.